# Hegnede (Møn)
 For alternative betydninger, se Hegnede. (Se også artikler, som begynder med Hegnede)
Hegnede er en bebyggelse og et areal i Stege Sogn på Møn. Hegnede ligger umiddelbart syd for halvøen Ulvshale. Den tilhører Vordingborg Kommune som ligger i Region Sjælland.
I området lå på Hegnede Bakke tidligere et teglværk med udskibningshavn på den sydvestvendte kyst. Teglværket blev omrindelig kaldt Minesminde, og blev bygget i 1856 på foranledning af købmand Nicholai Bülow. I 1879 blev teglværket solgt til civilingeniør Frits Casse fra København for 6.000 rigsdaler. Senere kaldtes stedet Hegnede Teglværk, der under Casse gik konkurs. Kjøbenhavns Handelsbank ovetog ved en tvangsauktion i 1897 teglværket som ufyldestgjort panthaver. Møns Tømmerhandel overtog værket fra Handelsbanken, og ejede det indtil 1910; men driften var indstillet i 1908.
Teglværksgården står endnu, og den anlagte tange, der tjente som skibsbro, eksisterer ligeledes fortsat.
Falster Statsskovdistrikt erhvervede i 2005 de sidste arealer af et samlet område, der skal anvendes til rejsning af en ny Hegnede Skov, som i første omgang vil komme til at udgøre et samlet areal på ca. 28 ha. 